# Лук килеватый
Лук килеватый (лат. Allium carinatum) — многолетнее травянистое растение, вид рода Лук (Allium) семейства Луковые (Alliaceae).

## Распространение и экология
В природе ареал вида охватывает практически всю территорию Европы, за исключением Беларуси, Украины и Европейской части России.

## Ботаническое описание
Луковица яйцевидная, диаметром 1—1,5 см, наружные оболочки черноватые или буроватые, почти бумагообразные, с тонкими параллельными жилками. Стебель высотой 25—45 см, до половины одетый шероховатыми или гладкими влагалищами листьев.
Листья в числе 3—4, узко-лннейные, шириной 1—2 мм, более менее свёрнутые, бороздчатые, шероховатые или гладкие.
Чехол в три раза длиннее зонтика. Зонтик с луковичками, пучковатый или, чаще, пучковато-шаровидный, рыхлый, немногоцветковый. Цветоножки почти равные, в два—четыре раза длиннее околоцветника. Листочки яйцевидно-колокольчатого околоцветника розовые, с более тёмной жилкой, матовые, длиной 5—6 мм, почти равные, эллиптически-продолговатые, тупые. Нити тычинок в полтора раза длиннее листочков околоцветника, на одну пятую между собой и с околоцветником сросшиеся, шиловидные, пурпурные; пыльники светло-фиолетовые, пыльца жёлтая. Столбик значительно выдается из околоцветника; завязь продолговатая на короткой ножке, гладкая.

## Таксономия
Вид Лук килеватый входит в род Лук (Allium) семейства Луковые (Alliaceae) порядка Спаржецветные (Asparagales).
|  |                                      |  |                                                             |                                                             |                   |  | ещё 24 семейства (согласно Системе APG II) | ещё 24 семейства (согласно Системе APG II) |                     |  |  |  | ещё более 870 видов |
|  |                                      |  |                                                             |                                                             |                   |  | ещё 24 семейства (согласно Системе APG II) | ещё 24 семейства (согласно Системе APG II) |                     |  |  |  | ещё более 870 видов |
|  |                                      |  |                                                             | порядок Спаржецветные                                       |                   |  |                                            |                                            | род Лук             |  |  |  |                     |
|  |                                      |  |                                                             | порядок Спаржецветные                                       |                   |  |                                            |                                            | род Лук             |  |  |  |                     |
|  | отдел Цветковые, или Покрытосеменные |  |                                                             |                                                             | семейство Луковые |  |                                            |                                            | вид Лук килеватый   |  |  |  |                     |
|  | отдел Цветковые, или Покрытосеменные |  |                                                             |                                                             | семейство Луковые |  |                                            |                                            |                     |  |  |  |                     |
|  |                                      |  | ещё 44 порядка цветковых растений (согласно Системе APG II) | ещё 44 порядка цветковых растений (согласно Системе APG II) |                   |  |                                            | ещё около 300 родов                        | ещё около 300 родов |  |  |  |                     |
|  |                                      |  |                                                             | ещё 44 порядка цветковых растений (согласно Системе APG II) |                   |  |                                            |                                            | ещё около 300 родов |  |  |  |                     |